# Ржавчина груши
Ржавчина груши (лат. Gymnosporangium sabinae) — гриб семейства Pucciniaceae. Биотроф.

## Биологическое описание
Gymnosporangium sabinae — двухозяинный паразит с двухгодичным циклом развития. Основной хозяин — можжевельник (казацкий, виргинский, колючий, высокий, китайский), промежуточный — груша.
Первые признаки появления ржавчины на листьях груши обнаруживаются в конце апреля — начале мая в виде мелких округлых зеленовато-жёлтых пятен диаметром 0,5 мм. Они постепенно увеличиваются в размере, поражённая ткань листа вздувается. Спустя 2—3 дня после появления первых видимых признаков болезни на поверхности пятен становятся заметными спермогонии. Они развиваются на верхней стороне листа, наполовину погружены в ткань. С нижней стороны листа образуются эции. В них формируются эциоспоры. Они одноклеточные, округлые или неправильно округлые, с бурой мелкобородавчатой оболочкой, размером 27—31 × 19—27 мкм. Эциоспоры рассеиваются ветром и, попав на ветви и хвою можжевельника, при наличии влаги прорастают, образуя мицелий.
Мицелий распространяется в коре и древесине, вызывая усиленный рост клеток, в результате чего ветки можжевельника в поражённом месте утолщаются. Весной, через 1,5—2,5 года после заражения на побегах, ветвях, стволах можжевельника появляется огромное количество телиоспор (38—50 × 22—28 мкм) на телиях в виде роговидных конусообразных выростов. Телиоспоры прорастают в базидии, которые весной заражают грушу, внедряясь в паренхиму и давая начало мицелию.

## Экология и ареал
Высокая вредоносность ржавчины (1 раз в 2 года, поражение составляет 50—100 %) наблюдается в Черноморской зоне Краснодарского края, на Украине и в Крыму. К среднему развитию заболевания (1 раз в 3 года, поражение 30—50 %) относятся районы Восточной Грузии. В слабой степени (1 раз в 5 лет, поражение составляет 15—30 %) заболевание проявляется в центральных и южных частях Краснодарского и Ставропольского краев, республике Адыгея, Карачаево-Черкесии, Западной Грузии.
Развитие гриба происходит в широком температурном диапазоне от 3 до 30 °С (оптимальная температура — 18°С) и относительной влажности воздуха 84,91 %.

## Защита
Препараты, разрешенные для защиты груши от ржавчины в России: полирам и кумулус ВДГ. В Великобритании ни один препарат эффективный против ржавчины груши не разрешен к использованию в любительском садоводстве. Если растения используются как декоративные, допускается обработка фунгицидами на основе тебуконазола и тритиконазола. В США Университет штата Вашингтон не рекомендует использовать химические препараты. В рекомендациях Университет штата Орегон по защите груши от ржавчины отмечено, что в США нет разрешенных для применения в частных садах препаратов. Рекомендуемые меры — удаление основного хозяина (хвойные) и удаление пораженных листьев и плодов, если их мало. Во Франции использование фунгицидов из группы триазолов запрещено. Активные ингредиенты включают фенбуконазол и миклобутанил (системные), а также тебуконазол и триадименол. Некоторые европейские страны разрешают использовать триазолы только для промышленного садоводства -   дифеноконазол ( в Швейцарии). Также используют стробилурины - трифлоксистробин (в Швейцарии и Бельгии). В некоторых регионах Европы и Канады можжевельники, восприимчивые к ржавчине груши, запрещены к посадке.
Зейналов А. С. сообщает, что против ржавчины груши эффективна комплексная обработка такими препаратами, как Абига-Пик, Скор, Беллис, Хорус, Терсел и Зато.

## Галерея
- Мицелий, распространяясь в коре и древесине можжевельника, вызывает усиленный рост клеток, в результате чего ветки в пораженном месте утолщаются
- Зародышевые образования органов размножения гриба на груше под микроскопом
- Поражённая ткань листа груши и органы размножения гриба в начале лета под микроскопом
- Можжевельник, пораженный Gymnosporangium sabinae